# Main courante (Daeninckx)
Pour les articles homonymes, voir Main courante.
Main courante est un recueil de nouvelles de Didier Daeninckx, paru en 1994 aux éditions Verdier.
Il existe également un autre recueil de nouvelles s'intitulant Main courante et Autres lieux qui, comme son nom l'indique, regroupe les recueils Main courante et Autres lieux, paru en 1993 aux éditions Verdier.

## Recensions
- « Monde des livres : Société anonyme », Le Monde,‎ 19 mars 1994 (lire en ligne)
- Gretchen Rous Besser, « Main courante by Didier Daeninckx », World Literature Today, vol. 69, no 1,‎ hivers 1995 (lire en ligne)
- Xavier Houssin, « Nouvelles d'oubliés », Le Monde,‎ 7 juillet 2005 (lire en ligne)